# Sakulinizace
Sakulinizace (či sacculinizace) je proces, při němž dochází k výraznému zjednodušení tělní stavby organismu, obvykle v důsledku jeho parazitického způsobu života. Jedná se tedy o formu regresní evoluce.
Nejnápadněji se sakulinizace projevuje u endoparazitů, jelikož mnohé tělesné funkce jsou pro život v relativně stabilním, málo variabilním a na živiny bohatém prostředí uvnitř hostitelského organismu zbytečné. Pro endoparazita je výhodné se takových funkcí v rámci evoluce zbavit, protože jejich tvorba je pro něj nejen energeticky nevýhodná, ale zároveň je příliš diferenciované tělo náchylnější k tomu, aby bylo rozpoznáno imunitním systémem hostitele.

## Původ slova

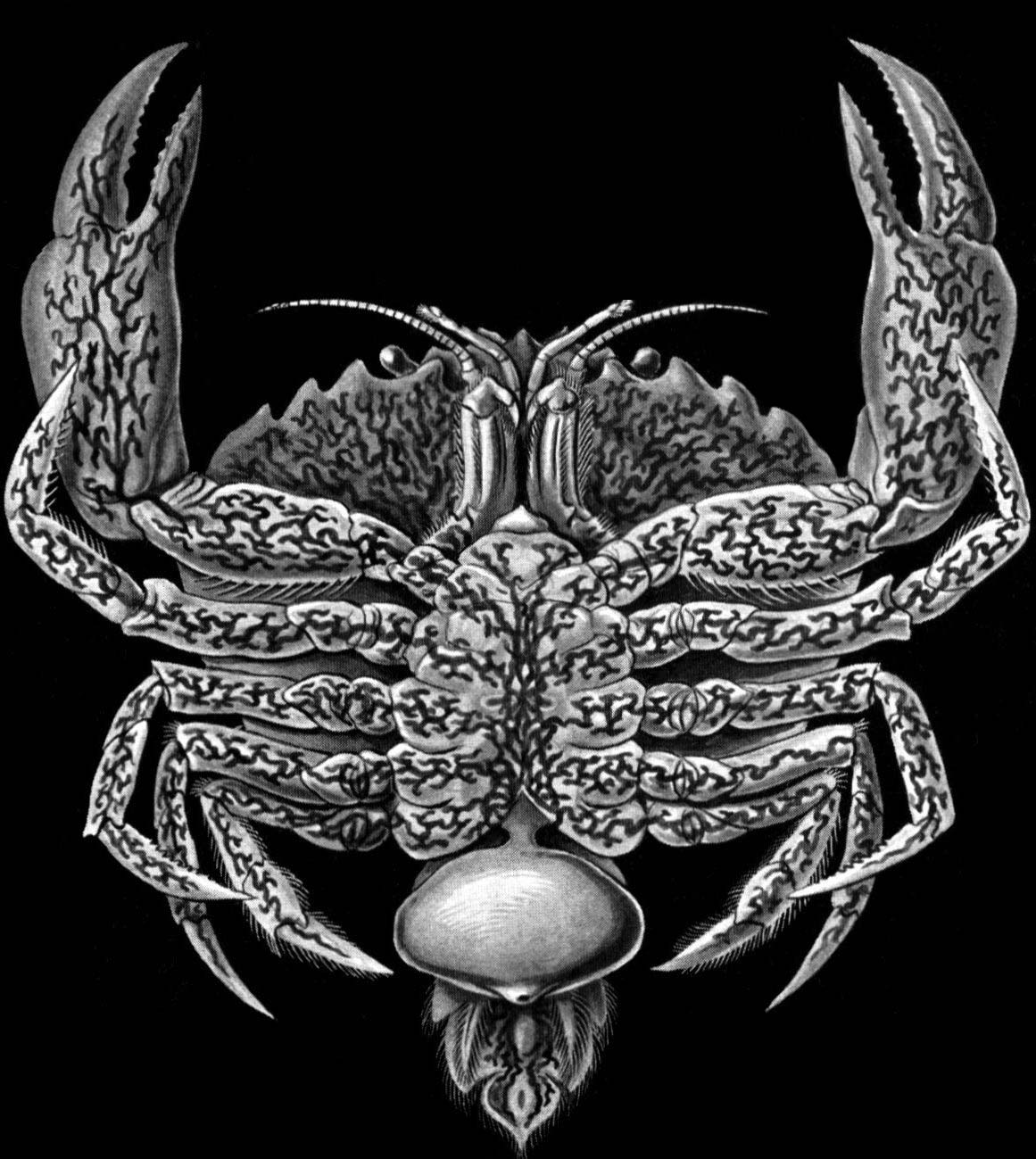
Sacculina carcini prorůstající tělem kraba na ilustraci Ernsta Haeckela

Výraz sakulinizace použil poprvé Konrad Lorenz ve své knize Odumírání lidskosti, kde sakulinizaci definoval jako „odbourávající evoluci“. Slovo odvodil od názvu parazitického kořenohlavce Sacculina carcini, jehož tělo je v dospělosti extrémně redukováno.

## Příklady sakulinizace
Nejznámějším příkladem sakulinizovaných organismů je rod parazitických kořenohlavců Sacculina. Naupliová stádia těchto korýšů vypadají jako larvy volně žijících příbuzných skupin, když však přijdou do styku s hostitelem (krabem), dochází u nich k radikálním morfologickým změnám, v jejichž závěru připomíná dospělec Sacculina spíše jakési podhoubí prorůstající celým tělem hostitele.
V případě řasníků (řádu hmyzu blízce příbuzného broukům) s výjimkou zástupců čeledi Mengenillidae žijí samičky paraziticky a postrádají křídla, nohy i vnější genitálie a ústní ústrojí, oči i tykadla jsou u nich extrémně redukovány. Jejich tělo tedy připomíná jakýsi vak.
Někdy může vést regresní evoluce tak daleko, že se původně mnohobuněčný organismus podobá spíše organismu jednobuněčnému. Takovým případem jsou Myxozoa. Jedná se o mnohobuněčné živočichy (Metazoa) nyní řazené mezi žahavce (Cnidaria), jejichž tělo bylo v důsledku parazitického života zmenšeno a redukováno natolik, že byli dlouho považováni za prvoky.
Přestože výraz sakulinizace bývá dnes používán zejména v kontextu s parazity, Lorenz ji popisuje i u neparazitických druhů. Předpokladem je však vždy symbiotický vztah k jinému druhu, který přejímá ty potřebné funkce, které jsou u sakulinizovaného organismu redukovány. Sakulinizaci vidí Lorenz například i jako efekt spojený s domestikací, kdy domestikované druhy ztrácejí všechny speciální adaptace a zůstávají jim jen vlastnosti, které jsou výhodné pro člověka.